# Solanum capsiciforme
Solanum capsiciforme är en potatisväxtart som först beskrevs av Karel Domin, och fick sitt nu gällande namn av G.T.S.Baylis. Solanum capsiciforme ingår i släktet skattor som ingår i familjen potatisväxter. Inga underarter finns listade i Catalogue of Life.